# 波來古海湖
波來古海湖是越南嘉莱省波来古市海湖社的淡水湖泊，為火山口湖，由于雨季时波濤汹涌如海浪，所以湖邊的嘉莱族称其為 T'Nung，意為“山上的海”。
波來古海湖位於波来古市中心西北7公里處，是波来古的水源地，湖面海拔约800米，平均深度33米，最深处约40米，蓄水量3000萬立方米，由三個相連的火山口组成，数百万年前火山停止活动后積水形成湖泊，由於湖水深不可測，當地人之中流傳湖底與大海相聯通，將木頭投入湖中一個晚上就會被水帶到平定省歸仁市的海港的傳說。波來古海湖面积为228公顷，雨季水面可達400多公頃，雖然位於地勢較高的火山口沒有溪流注入，但即使在旱季湖水也從未乾涸過，而且還通過一條小溪源源不斷地流出，被稱為“西原紅土地的玉石，山城波來古的眼睛”。
湖邊的松林和長滿荷花的蘆葦蕩是翠鳥、大雁和樹鴨等鳥類的藏身之所，湖中有鯉魚、鱒魚、黃鱔等各種淡水魚，還有龜、鱉等爬行動物。湖邊有高15.3米的觀音像，雕像后面是代表五行的五根風水石柱。湖區是嘉萊族和巴拿族的傳統領域，出產的海湖茶是越南知名的茶種。1988年11月16日，波來古海湖被越南文化和信息部認定為風景名勝區。2014年9月，由越南記者協會和各地旅遊協會、旅行社等單位組成的評鑑委員會將波來古海湖列入越南的5大天然美麗詩意湖泊。